# Polyfenylensulfidová vlákna

Chemická struktura polyfenylensulfidu

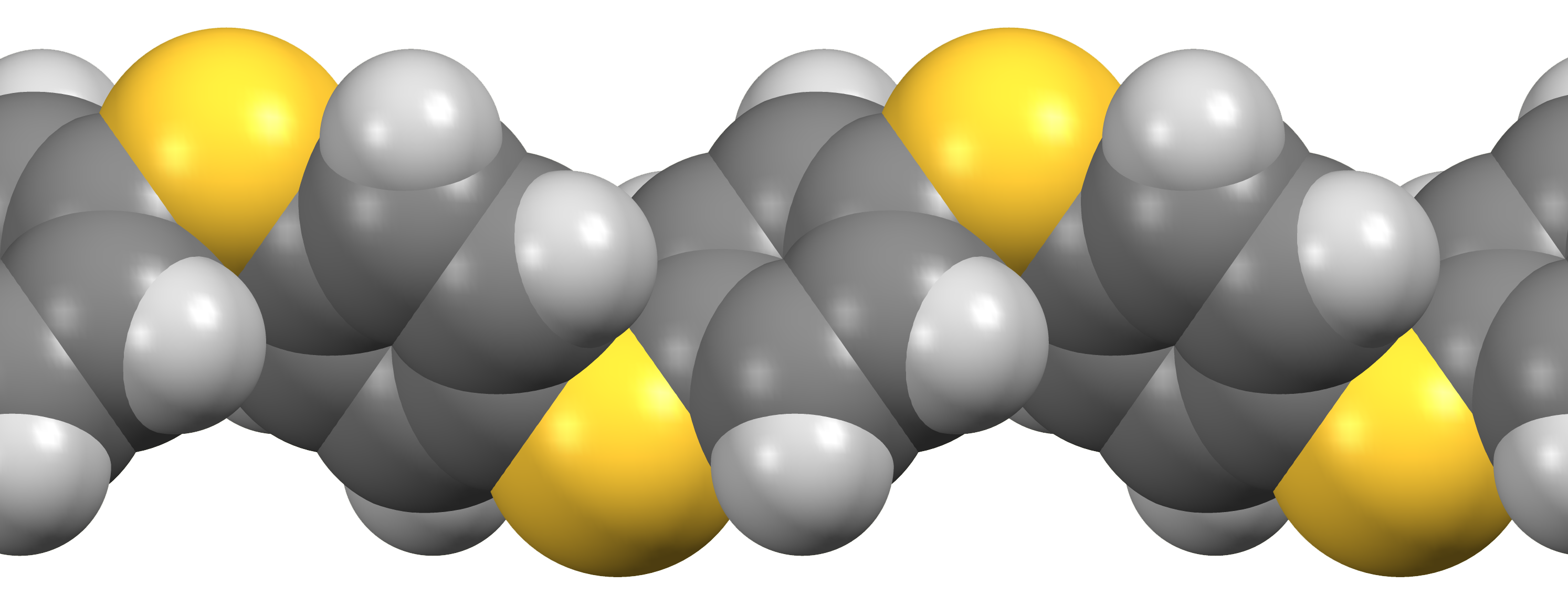
Kalotový model krystalické struktury řetězce PPS (Barvy atomů: černá= uhlík, šedá = vodík, žlutá = síra)

Polyfenylensulfidová vlákna jsou výrobky z organických polymerů, polyfenylensulfidů (mezinárodní zkratka PPS), které sestávají z aromatických prstenců vázaných sulfidy. 
Americká Federální obchodní komise (Federal Trade Commission) je definovala (v roce 1959) jako „výrobky tvořené z dlouhého řetězce syntetického sulfidu, ve kterém je nejméně 85 % sirných vazeb přímo spojeno se dvěma aromatickými prstenci“.

## Historie PPS vláken
První syntéza PPS je známá z roku 1888, jako začátek průmyslové výroby této látky se udává rok 1967, textilní vlákna se vyrábějí průmyslově od roku 1973. 
V 1. dekádě 21. století se odhadovala roční produkce vláken na 50 000 tun, a v roce 2021 asi na dvojnásobek (1,5 miliardy výnos, cena 9-18 USD/kg). K největším výrobcům ve světě patřily japonské firmy Toray a Toyobo a jihokorejská Huvis.

## Způsoby výroby vláken
Pro zvlákňování se používá PPS s  lineární formou molekul (na pryskyřice se používá PPS s rozvětvenými molekulami ), do PPS se obvykle přidává pro zpevnění až 70 % jiných látek. 
Vlákna se vyrábějí  tavným zvlákňováním, odváděcí rychlost (např. podle jednoho patentu z roku 2013) je 1300 m/min.. Ve 2. dekádě 21. století se vyrábělo asi 60 % jako stříž a 40 % filamenty.

## Vlastnosti vláken
Hmotnost 1,34-1,37 cN/cm³, jemnost vláken 2-8 dtex, pevnost 27-47 cN/tex, tažnost 25-50 %, navlhavost 0,2-0,6 %, sráživost při 90°C 3,5-5 % LOY 35-35 %.

## Použití výrobků z PPS vláken
Filtry, izolace, šicí nitě, ochranné oděvy aj. 